# نوای گفتار
زبان‌ها دارای پدیده‌هایی هستند. این پدیده‌های زبانی بر دو گونه‌اند: اول برش‌پذیرها یا پدیده‌های زنجیری که در زنجیره گفتار قرار می‌گیرند. دوم پدیده‌های زنجیری که بر روی زنجیره گفتار هستند نه در زنجیره، به نام زبرزنجیری یا ویژگی‌های نوای گفتار (انگلیسی: Prosody).

## واحدهای زبَرزنجیری
واحدهای زبَرزنجیری، واحدهایی هستند آوائی، که پس از برش زنجیرهٔ گفتار و تعیین واحدهای زنجیری، در هیچ‌یک از جایگاه‌های زنجیرهٔ گفتار قرار نمی‌گیرند. مهم‌ترین واحدهای زبرزنجیری عبارت اند از: آهنگ، تکیه، درنگ.

### درنگ
درنگ از جمله واج‌های زبرزنجیری است که موجب تمایز معنایی بین واژه‌ها و ساخت‌های دستوری می‌شود. گاه مکث و وقفه کوتاه در بین عناصر خاصی از یک واژه یا عبارات یا جمله، معنای آن را عوض می‌کند. این مرز میان واژه‌ها به شنونده کمک می‌کند که بین یک جفت عبارت یا جمله تمایز معنایی برقرار کند. وجود درنگ یا مکث یا وقفه کوتاه یا نبودن آن در بین عناصر یک جفت عبارت یا جمله است که معنای آن دو را از هم متمایز ساخته و اختلاف معنایی پدیدآورده است. درنگ در گفتار عمل می‌کند و سپس به نوشتار در می‌آید. درنگ مرز آوایی‌ای است که واحدهای دستوری مانند تکواژ و واژه و عبارت را تعیین می‌کند و استقلال دستوری آن‌ها را مشخص می‌سازد. در این مقاله نقش درنگ در تمایز معنایی بررسی شده و جایگاه آن در زبان و ادبیات شرح داده شده‌است.
نوع آشکارترِ درنگ، «درنگِ میان‌واژه‌ای» و «درنگِ پایان‌واژه‌ای» است. درنگ میان‌واژه‌ای معمولاً هنگامی ظاهر می‌شود که رعایت نکردن آن، ابهام ایجاد کند؛ یعنی از جمله معنی و مفهوم دیگری دریافت شود. به نمونه‌های زیر توجه کنید (درنگ که با نشانهٔ «+» مشخص شده، مفهوم جمله را روشن می‌کند):
- او هر روز+، نامه‌ای می‌خواند. (درنگ میان‌واژه‌ای)
- او هر روزنامه‌ای+، می‌خواند. (درنگ پایان‌واژه‌ای)
- اینجا آشپز+، خانه ندارد. (درنگ میان‌واژه‌ای)
- اینجا آشپزخانه+، ندارد. (درنگ پایان‌واژه‌ای)

در زبان فارسی، درنگ همواره با تکیه همراه است. درواقع، درنگ به‌دنبال واژه‌ای می‌آید که آن واژه الزاماً تکیه‌دار باشد.